# Adam Gieryk
Adam Gieryk (właściwie Adam Podebrański, ur. 1741 w Supraślu, zm. 1809 w Krakowie) – polski rytownik, giser i alchemik.

## Życiorys
Syn Jana Podebrańskiego herbu Jastrzębiec i Zofii z Dębowskich, znany bardziej pod przydomkiem „Gieryk”.
Początkowo sztycharz, odlewnik czcionek i drukarz – działał m.in. w Kaliszu, Warszawie (1772-1783) i Krakowie (od 1784). W latach 1772 ok. 1777 był właścicielem założonej przez siebie odlewni czcionek. Od 1778 kierownik drukarni Korpusu Kadetów, pracował też w Drukarni Szkoły Głównej Koronnej w Krakowie. Rytował (w późniejszym czasie sztychował), ilustracje do książek, np. do wydanego w 1786 roku dzieła Franciszka Ryszkowskiego o anatomii. Wykonywał również portrety, między innymi Stanisława Augusta Poniatowskiego. Wymieniony jako współtwórca dzieła O Elektryczności Uważaney W Ciałach Ziemskich i Atmosferze ogłoszonego przez Franciszka Scheidta i wydanego przez Drukarnię Szkoły Głównej Koronnej w Krakowie w roku 1786. Znalazły się w nim trzy rytowane przez niego tablice. Wykonywał też miedzioryty rycin na cele użytkowe: znaki aptek, dyplomy i wizerunki świętych sprzedawane podczas odpustów. 
Adama Gieryka nazywano "ostatnim alchemikiem Krakowa". Włodzimierz Hubicki pisał o nim:
Chudy, wysoki, mrukliwy i stale zasępiony. Człowiek, który wszystko umiał: czy to naprawić zepsuty przyrząd fizyczny, czy odlać zgrabną figurkę z metalu, czy też zlepić jakiś rozbity przedmiot szklany lub porcelanowy. [...] nieraz błądził z różdżką po podkrakowskich łąkach i wzgórzach Krzemionek, a zabobonni krakowianie twierdzili, że tak jak Twardowski brata się z diabłem. Czasami ten dziwny człowiek przez całe tygodnie nie wychodził z domu zatopiony w grubych foliałach alchemicznych. Próżne zapewne były przekonywania Scheidta o stracie czasu i pieniędzy. Ostatni alchemik Krakowa święcie wierzył w swe księgi oraz w to, że kiedyś uzyska Kamień Mądrości.
Na polecenie króla Stanisława Augusta, Podebrański szukał z pomocą leszczynowej różdżki kruszców w okolicach Krzemionek. Brał także udział w poszukiwaniach soli prowadzonych przez Jana Filipa Carosiego.